# Armando Sapignoli
Armando Sapignoli (fl. XX secolo) è stato un calciatore italiano, di ruolo attaccante.

## Carriera
Con la Sampierdarenese disputa in totale 17 gare del campionato di Prima Categoria 1921-1922.
Giocò con la maglia della Corniglianese vincendo il campionato di Terza Divisione 1924-1925.

## Palmarès

### Giocatore

#### Club
- Prima Categoria: 1

Sampierdarenese:
Secondo Posto 1921-1922
- Campionato italiano di terza divisione: 1

Corniglianese:
Primo Posto 1924-1925